# 7651 Вільнев
7651 Вільнев (7651 Villeneuve) — астероїд головного поясу, відкритий 15 листопада 1990 року.
Тіссеранів параметр щодо Юпітера — 3,299.